# Селена Вицковић
Селена Вицковић (Београд, 1958) српска је савремена уметница.
Дипломирала је 1982. године на Факултету примењених уметности у Београду, на ком је и магистрирала 1988. године. Од 1984. до 1986. године била је на специјализацији на Ecole Nationale Superieure des Beaux Arts у Паризу, као стипендиста француске владе. Предавала је Факултету примењених уметности у Београду са звањем доцента до 2013. године. Имала је више самосталних изложби и учествовала на бројним групним изложбама. Једна од најзначајнијих самосталних изложби је одржала у Народном музеју Зајечара 2020. под називом „Игре”, коју је посветила свом ујаку, глумцу Зорану Радмиловићу. Тренутно живи и ради у Београду и Паризу.

## Самосталне изложбе
- „Игре”, Галерија Народног музеја Зајечар, 2020.
- „Ко се боји мрака још…”, Галерија Новембар, Београд, 2019.
- „Ућути, молим те”, Навигатор Арт Галерија, 2019.
- „Мани / Руке”, Галерија Ателиер, Рим, 2018.
- „Зачарани”, Културни центар Србије, Париз, 2016.
- „Цртежи”, у оквиру програма Поликултура, Галерија Повља, Брач, Хрватска, 2016.
- „Солдатс” Француски културни центар Георгес Санд, Баку, Азербејџан, 2010.
- „Alice isn’t in Wonderland anymore”, Културни центар Србије, Копенхаген, 2010.
- „0 in condotta”, Галерија Ателиер, Рим, 2009.
- „Играчка – плачка”, Галерија Звоно, Београд, 2009.
- „Селена Вицковић – цртежи”, Галерија Хаос, Београд, 2007.
- „Селена Вицковић – слике и дизајн”, Париз (1998, 1996, 1994), 2006.
- „Селена Вицковић - слике”, Галерија Студио Цостел, Париз, 2000.
- „Селена Вицковић – слике и цртежи 1994–97”, Ликовна галерија Културног центра, Београд, 1997.
- „Селена Вицковић, цртежи и слике”, Галерија студентског културног центра, Београд, 1984.

## Групне изложбе
- „Зимски врхунци”, Галерија Новембар, Београд, 2020.
- „Летња треперења”, Галерија Новембар, Београд, 2018.
- „Играчке и роботи у књигама уметника пергамент концертина”, Ноћ музеја, Педагошки музеј, Београд, 2018.
- „Форма, Примена, Уметност”, 70 година факултета примењених уметности у Београду, Музеј града, Београд, 2018.
- „Collecting is Connecting”, колекција компаније Винер Штедише Осигурање, Кућа легата, Београд, 2017.
- „Докторе, сликај ме! Уметниче лечи ме!”, Национална галерија, Београд, 2017.
- „Happy New Art – The Meaning of Time, 15 anni”, Галерија Ателиер, Рим, 2016.
- „20 година галерије Хаос”, Галерија Хаос, Београд, 2015.
- „Happy New Art”, Галерија Ателиер, Рим (2013, 2012, 2010), 2015.
- „Српски уметник = европски уметник”, Павиљон Цвијета Зузорић, Београд, 2013.
- „Slaves et Nomades, 11 femmes artistes”, Галерија Сингулиерс, Париз, 2011.
- „Пролећни анале, Нова ирационална фигуративност”, Ликовни салон Дома културе, Чачак, 2010.
- „Париске вертикале”, Галерија Атриум, Библиотека града, Београд, 2009.
- „Carrefour 2”, Културни центар Србије, Париз, 2009.
- Откуп уметничких дела, Секретаријат за културу, Галерија Магацин, Београд, 2007.
- Тржишни пласман нове слике 80-тих, Продајна галерија, Београд, 2006.
- „Париска искуства”, Продајна галерија, Београд, 2006.
- Салон де Монруж, Париз (1999), 2004.
- „Странци, 6 уметница”, Културни центар Србије, Париз, 2004.
- „Conversation à sept”, Културни центар Србије, Париз, 2002.
- „50 година Факултета примењених уметности у Београду,” Павиљон Цвијета Зузорић, Београд, 1998.
- „Између лика и одраза, 7 актуелних уметника”, Музеј савремене уметности, Београд, 1998.

## Награде
- Атеље Вила де Парис, по конкурсу Министарства културе Француске, 1999–2008.
- Cité internationale des arts, Париз, 1992.
- Награда Салона савремене уметности Монруж, 1999.

## Монографије
- „О уметности Селене Вицковић”, аутор др Лидија Мереник, издавач Фондација Вујичић колекција, Београд, 2014.
- „Играчка-плачка”, Селена Вицковић, 2010.
- „1997–2009”, аутор Марина Мартић, реализација McCann Erickson, Београд

## Чланство у удружењима
- Члан Удружења ликовних уметника Србије од 1984.

- Члан Дома уметника Француске од 1993.